# Copa Colsanitas 1998
Il Copa Colsanitas 1998 è stato un torneo di tennis giocato sulla terra rossa.
È stata la 1ª edizione del torneo, che fa parte della categoria Tier IV nell'ambito del WTA Tour 1998.
Si è giocato al Club Campestre El Rancho di Bogotà in Colombia, dal 16 al 22 febbraio 1998.

## Campionesse

### Singolare
Paola Suárez ha battuto in finale  Sonya Jeyaseelan con il punteggio di 6–3, 6–4

### Doppio
Janette Husárová /  Paola Suárez hanno battuto in finale  Melissa Mazzotta /  Ekaterina Sysoeva con il punteggio di 3–6, 6–2, 6–3